# Partito Sociale Cristiano (Belgio 1945)
Il Partito Sociale Cristiano (in francese Parti Social-Chrétien, PSC), o Partito Popolare Cristiano (in olandese Christelijke Volkspartij, CVP) è stato un partito politico belga di orientamento cristiano-democratico, attivo dal 1945 al 1968, quando si è dissolto in tre distinte formazioni:
- il Partito Sociale Cristiano, poi divenuto Centro Democratico Umanista, attivo in Vallonia;
- il Partito Popolare Cristiano, poi divenuto Cristiano-Democratici e Fiamminghi, attivo nella comunità fiamminga;
- il Partito Cristiano Sociale, costituitosi nel 1972 nella comunità germanofona.

## Storia
Il PSC/CVP nacque il 18 agosto 1945 sulle basi dell'Unione Cattolica Belga, un partito conservatore nato nel 1869, ma nacque in discontinuità con tale esperienza precedente. Il PSC/CVP si presentava come un partito di massa cristiano democratico, legato al personalismo cristiano e alla dottrina sociale della Chiesa. Si presentava come alternativa sia ai liberali, che ai socialisti. I suoi principali obiettivi erano la difesa delle libertà democratiche, la promozione della famiglia, la solidarietà sociale, la tutela dell'istruzione privata.
Nelle elezioni del 1946 il PSC-CVP si impose come il più grande partito del Paese. Negli anni successivi espresse vari primi ministri, come Gaston Eyskens, Jean Duvieusart, Joseph Pholien, Jean Van Houtte, Théo Lefèvre, Pierre Harmel e Paul Vanden Boeynants, e fece quasi sempre parte delle coalizioni di governo.
La scissione del partito avvenne nel 1968 a causa delle gravi tensioni tra la comunità fiamminga e quella vallona, ed in particolare dopo la crisi di Lovanio di quell'anno, che portò alla divisione dell'Università Cattolica di Lovanio tra la Katholieke Universiteit Leuven e l'Université catholique de Louvain.

## Struttura

### Presidenti
| Presidente                              | Periodo                              | Note |
| --------------------------------------- | ------------------------------------ | --- |
| August De Schryver                      | 19 agosto 1945 – 27 novembre 1949    | Eletto il 19 agosto 1945. Rieletto il 14 luglio 1946, 6 luglio 1947 e 21 giugno 1948.                                                                                             |
| François-Xavier van der Straten-Waillet | 27 novembre 1949 – 24 settembre 1950 | Eletto il 27 novembre 1949. |
| Theo Lefèvre                            | 24 settembre 1950 – 27 maggio 1961   | Eletto il 24 settembre 1950. Rieletto il 9 dicembre 1951, 29 giugno 1952, 19 dicembre 1954, 11 dicembre 1955, 8 dicembre 1956, 15 dicembre 1957, 6 marzo 1960 e 18 dicembre 1960. |
| Paul Vanden Boeynants                   | 27 maggio 1961 – 30 aprile 1966      | Eletto il 27 maggio 1961. Rieletto il 3 dicembre 1961, 14 dicembre 1963 e 19 dicembre 1965.                                                                                       |
| Robert Houben                           | 30 aprile 1966 – 24 novembre 1972    | Eletto il 30 aprile 1966. Rieletto il 19 febbraio 1967. |

## Membri importanti
- Maurice Couplet
- Michel Demaret
- José Desmarets
- Gaston Eyskens
- Pierre Harmel
- Théo Lefèvre
- Joseph Pholien
- Paul Struye
- Paul Vanden Boeynants
- Jean Duvieusart
- Amand Dalem

## Risultati elettorali
| Elezione          | Voti      | %     | Seggi     |
| ----------------- | --------- | ----- | --------- |
| Parlamentari 1946 | 1.006.293 | 42,54 | 92 / 212  |
| Parlamentari 1949 | 2.190.895 | 43,55 | 105 / 212 |
| Parlamentari 1950 | 2.356.608 | 47,68 | 108 / 212 |
| Parlamentari 1954 | 2.123.408 | 41,15 | 95 / 212  |
| Parlamentari 1958 | 2.465.549 | 46,50 | 104 / 212 |
| Parlamentari 1961 | 2.182.642 | 41,46 | 96 / 212  |
| Parlamentari 1965 | 1.785.211 | 34,45 | 77 / 212  |
| Parlamentari 1968 | 1.407.502 | 27,18 | 69 / 212  |